# 1529 az irodalomban

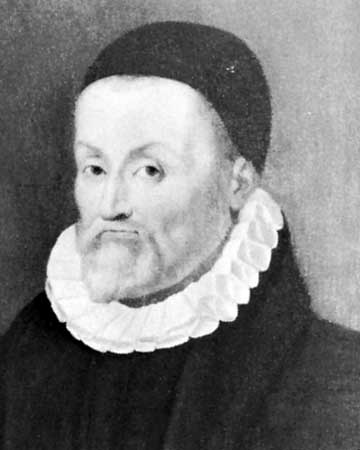
Étienne Pasquier

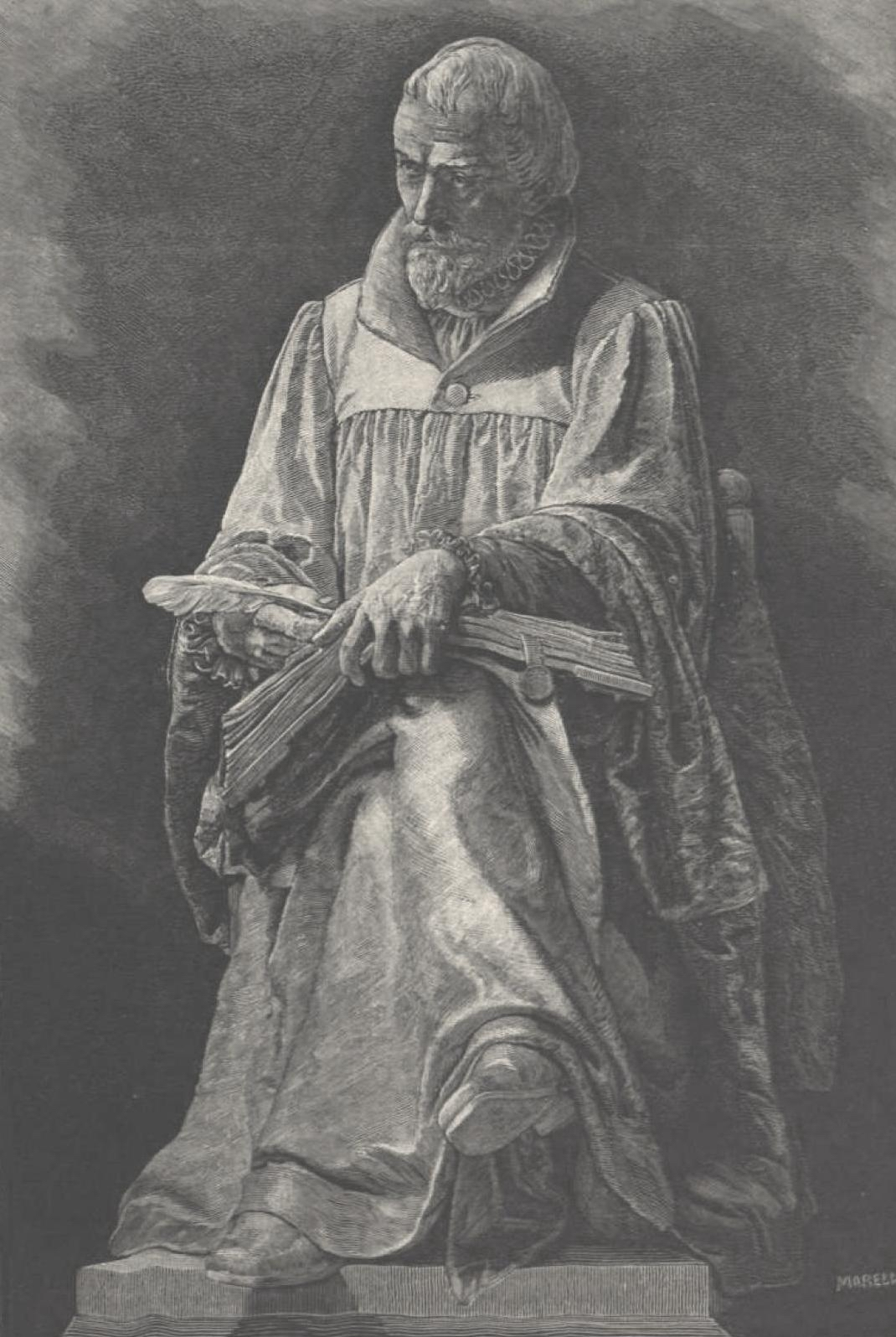
Károlyi Gáspár szobra

Az 1529. év az irodalomban.

## Új művek
- Luther Márton kis kátéja
- Antonio de Guevara spanyol szerző: Relox de príncipes, o Libro áureo del emperador Marco Aurelio (A fejedelmek serkentő órája, avagy Marcus Aurelius császár aranykönyve).

## Születések
- 1529 körül – Károlyi Gáspár (a protestáns gyakorlatban: Károli Gáspár) református lelkipásztor, az első fennmaradt teljes magyar Biblia-fordítás szerzője († 1591)
- június 7. – Étienne Pasquier francia jogász, történész, író († 1615)

## Halálozások
- február 8. – Baldassare Castiglione itáliai író, diplomata, a reneszánsz neves prózaírója, Az udvari ember szerzője (* 1478)
- június 21. – John Skelton angol költő (* 1460)
- 1529 – Juan del Encina spanyol költő, drámaíró, zenész, a spanyol dráma egyik megalapítója (* 1468)